# Кондулуков, Сергей Никитович
Серге́й Ники́тович Кондулу́ков (род. 14 сентября 1949, с. Большое Томылово) — советский и российский художник, профессор, заслуженный художник Российской Федерации, член Российской академии художеств.

## Биография
Родился 14 сентября 1949 года в селе Большое Томылово Самарской области (ныне — часть города Чапаевск).
В 1964 году поступил в Саратовское художественное училище. Учёба была прервана в 1968 году службой в армии, после которой Кондулуков перешёл в Пензенское художественное училище.
В 1975 году поступил в Ленинградский институт живописи и архитектуры имени И. Е. Репина (мастерская Б. С. Угарова), который окончил в 1981 году, получив квалификацию художник-живописец, педагог.
С 1989 года является членом Союза художников России. С 1989 по 1994 год возглавлял Тольяттинскую организацию Союза художников России, а в 1994—1997 годах был членом её правления.
В 2001 году был удостоен почётного звания «Заслуженный художник Российской Федерации».
С 2001 года ведёт преподавательскую деятельность. В 2006 году ему присвоено учёное звание профессора по кафедре изобразительного искусства. В 2011 году возглавил кафедру живописи и художественного образования Тольяттинского государственного университета. С 2014 года — заместитель ректора, директор Института изобразительного и декоративно-прикладного искусства ТГУ.
В 2014 году стал членом Российской академии художеств.
В 2018 году Министерством науки и образования РФ Кондулукову присвоено звание «Почётный работник сферы образования Российской Федерации».
С 1971 года Сергей Никитович принял участие более чем в 100 всесоюзных, республиканских, областных выставках в СССР и России, а также за рубежом, в том числе персональных — в Италии, Германии, Кипре, Финляндии.
Работы художника хранятся в Тольяттинском, Самарском, Ульяновском и Новокуйбышевском художественных музеях, а также в художественной галерее г. Лимассол (Кипр).

## Творчество
Среди основных произведений станковой живописи:
- Сталевар дядя Паша (1978)
- Студентки. Душевный разговор (1980)
- Хореограф Лариса (1980)
- Возрождение (1981)
- Штукатур-маляр Г. Бабич (1984)
- Девчата на току (1986)
- Август (1986)
- Депрессия (1986)
- Жигули заповедные (1986)
- Хмурый день на Алтае (1987)
- Музей на академической даче (1988)
- Весенний день (1989)
- Воскресное утро (1989)
- Прорыв (1990)
- Красный интерьер (1990)
- Церковь святого Сергея Радонежского (1993)
- Полдень. Венгрия (1994)
- Весенние грезы (1997)
- Женский характер (1998)
- Одиночество (1998)
- Посвящение Петру Кончаловскому (2002)
- Сирень в объятиях ночи (2002)
- Волга. Молодецкий курган (2004)
- Женское счастье (2008)
- Сентябрьский день в лесу за Федоровкой (2009)
- Главная аллея в Фаворит парке (2010)
- Дикая мальва (2011)
- Сапфировые серёжки (2011)
- Солнечный удар (2016)
- Благостный день. Портрет Л. Лозиной (2017)
- Херсонес Таврический — колыбель русского православия (2018)

## Семья
Жена — Вера Ивановна Кондулукова (Юрко), заслуженный художник Российской Федерации, профессор кафедры изобразительно-декоративного искусства Тольяттинского государственного университета.
Сын — Алексей (род. 1972), известный журналист.